# Calcinate
Calcinate är en ort och kommun i provinsen Bergamo i regionen Lombardiet i Italien. Kommunen hade 6 013 invånare (2018).